# Bánh nhãn

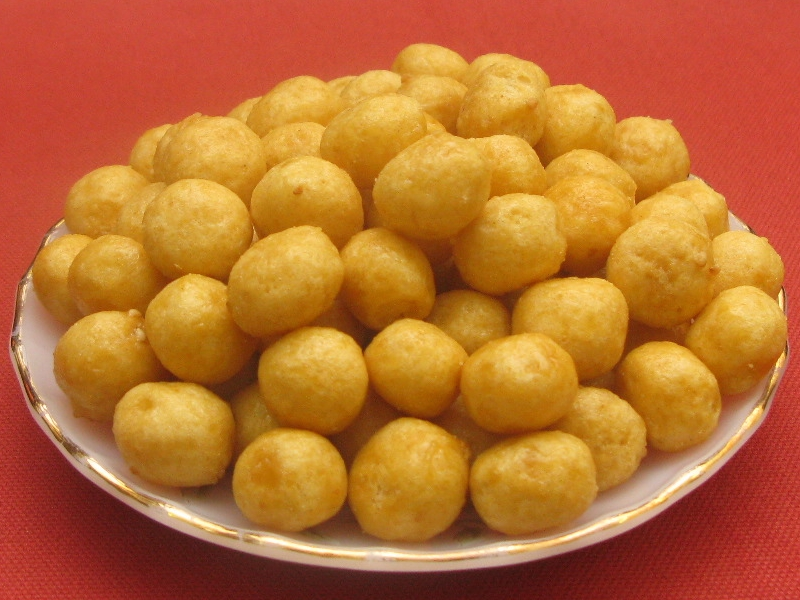
Bánh nhãn

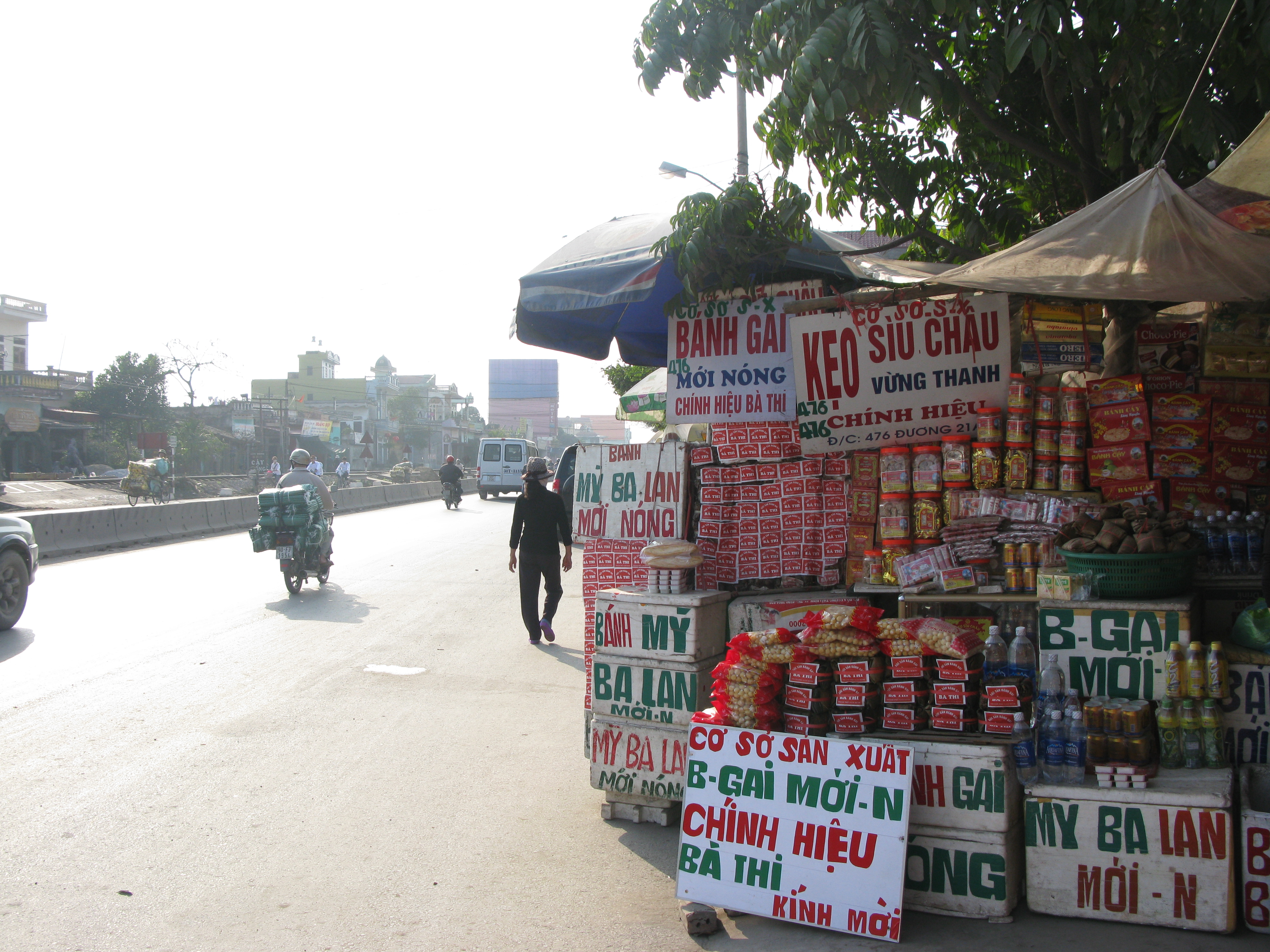
Bánh nhãn đóng gói bày bán ở Nam Định.

Bánh nhãn là loại bánh chế biến từ bột gạo nếp hoặc gạo tẻ rán giòn, hình dáng tương tự quả nhãn. Đây là món ăn đặc sản của một số địa phương phía Bắc Việt Nam như Nam Định, Thanh Hoá, ở Nghệ An cũng có loại bánh này, rất ngon.

## Bánh nhãn Hải Hậu
Bánh nhãn Hải Hậu là loại bánh đặc sản của huyện ven biển Hải Hậu, tỉnh Nam Định. Bánh có tên là bánh nhãn, do dân gian đặt, nó không phải được làm từ long nhãn hay có hương thơm của nhãn mà chỉ bởi những chiếc bánh này giống hệt như quả nhãn về hình dáng và có màu sắc gần giống với màu quả nhãn.

### Thành phần
Chất liệu làm bánh chủ yếu là từ thứ bột làm từ loại gạo nếp hương hay nếp cái hoa vàng Hải Hậu. Ngoài ra cần phải có trứng gà, đường trắng (hoặc đường phèn) và mỡ lợn. Gạo nếp được chọn lựa cẩn thận, đều hạt, được ngâm, xay tay bằng cối đá, làm khô bằng tấm vải lọc đặt trên thúng tro bếp. Bột phải xay thật nhuyễn bánh mới ngon, khi rán bánh không bị phồng rộp. Trước khi vo bột làm bánh, bột được nhào với trứng gà đánh nhuyễn.

### Chế biến
Sau khi đánh nhuyễn bột thì người ta dùng tay vo lại thành hình quả nhãn rồi đem rán. Khi chưa rán viên bột chỉ nhỏ bằng ngón tay. Phải đun nóng chảo mỡ sau đó để nhỏ lửa thì mới cho bánh vào. Bánh đã chín và phồng đủ độ được vớt để ráo mỡ. Dùng một ít nước hòa tan đường, cho lên bếp đun đến lúc nào nước đường sánh lại (thấy có sợi đường) thì cho bánh vào đảo đều, nhanh tay, bánh ngon hay không còn phụ thuộc vào các thao tác của người làm bánh có đúng hay không. Bánh đã hoán đường để nguội bảo quản nơi khô, kín, tránh gió và nắng soi. Làm như thế giúp bánh được bảo quản lâu ngày.

## Bánh nhãn Thanh Hóa
Ở một số vùng của Thanh Hóa, bánh nhãn được làm từ bột gạo tẻ. Gạo tẻ được ngâm rồi xay nhuyễn và đem đồ lên. Sau khi đồ, bột gạo được đánh đều rồi vo thành những viên nhỏ, sau đó có thể dính vừng đen để tạo màu. Những viên bánh được rán giòn, sau đó tẩm mật mía hoặc tẩm đường.